# Віктор Фрогольдт
Ві́ктор Мов Фро́гольдт (дан. Victor Mow Froholdt; нар. 25 лютого 2006) — данський футболіст, вінгер клубу «Порту» і збірної Данії.

## Клубна кар'єра

### «Копенгаген»
Почав займатися футболом в академії данського клубу «Валленсбек», а у віці 12 років приєднався до системи «Копенгагена». 16 січня 2023 року продовжив контракт з клубом до 2026 року.
27 вересня 2023 року дебютував за основний склад «Копенгагена» у матчі 1/16 фіналу Кубка Данії проти «Люсенга», в якому вийшов на заміну Руні Барджі і забив свій перший гол за клуб. 5 листопада того ж року дебютував у данській Суперлізі в поєдинку з «Раннерс» і відзначився забитим голом. 6 березня 2024 року дебютував у Лізі чемпіонів УЄФА в матчі 1/16 фіналу проти англійського «Манчестер Сіті». За підсумками сезону 2023–24 нагороджений призом «Гранен» як найбільш талановитий гравець клубу.
23 липня 2024 року продовжив контракт з «Копенгагеном» до 2028 року. 25 липня в поєдинку кваліфікації Ліги конференцій УЄФА проти гібралтарського клубу «Мегпайс» відзначився першим голом в єврокубках. За підсумками лютого 2025 року був визнаний молодим гравцем місяця Суперліги. В сезоні 2024–25 допоміг «Копенгагену» зробити «золотий» дубль: виграти Суперлігу та здобути Кубок Данії. Окрім цього був визнаний молодим гравцем року в Суперлізі, та увійшов до команди сезону.

### «Порту»
23 липня 2025 року перейшов у португальський клуб «Порту», підписавши п'ятирічний контракт. Сума трансферу становила 22 млн євро. 11 серпня дебютував за нову команду в матчі Прімейра-ліги проти клубу «Віторія» (Гімарайнш), вийшовши в стартовому складі. 18 серпня 2025 року в поєдинку Прімейра-ліги проти «Жил Вісенте» забив свій перший гол за «Порту».

## Кар'єра в збірній
Виступав за збірні Данії до 16, до 17, до 18 і до 19.
11 березня 2025 року вперше викликаний до збірної Данії головним тренером Браяном Рімером для участі в матчах плей-оф Ліги націй УЄФА проти збірної Португалії. 23 березня в поєдинку з Португалією дебютував за збірну Данії, вийшовши на заміну Крістіану Нергору.

## Статистика виступів

### Клубна статистика
Станом на 18 серпня 2025
| Клуб              | Сезон             | Чемпіонат         | Чемпіонат | Чемпіонат | Кубок | Кубок | Кубок ліги | Кубок ліги | Єврокубки | Єврокубки | Інші  | Інші | Всього | Всього | Всього |
| Клуб              | Сезон             | Дивізіон          | Матчі     | Голи      | Матчі | Голи  | Матчі      | Голи       | Матчі     | Голи      | Матчі | Голи | Матчі  | Голи   |        |
| ----------------- | ----------------- | ----------------- | --------- | --------- | ----- | ----- | ---------- | ---------- | --------- | --------- | ----- | ---- | ------ | ------ | ------ |
| Копенгаген        | 2023–24           | Суперліга         | 5         | 1         | 2     | 1     | —          | —          | 1         | 0         | —     | —    | 8      | 2      |        |
| Копенгаген        | 2024–25           | Суперліга         | 30        | 3         | 7     | 0     | —          | —          | 16        | 3         | —     | —    | 53     | 6      |        |
| Копенгаген        | 2025–26           | Суперліга         | 1         | 0         | 0     | 0     | —          | —          | 0         | 0         | —     | —    | 1      | 0      |        |
| Копенгаген        | Всього            | Всього            | 36        | 4         | 9     | 1     | 0          | 0          | 17        | 3         | 0     | 0    | 62     | 8      |        |
| Порту             | 2025–26           | Прімейра-ліга     | 2         | 1         | 0     | 0     | 0          | 0          | 0         | 0         | —     | —    | 2      | 1      |        |
| Всього за кар'єру | Всього за кар'єру | Всього за кар'єру | 38        | 5         | 9     | 1     | 0          | 0          | 17        | 3         | 0     | 0    | 64     | 9      |        |

1. ↑  Матчі в Лізі чемпіонів УЄФА
2. ↑  Матчі в Лізі конференцій УЄФА

### Міжнародна статистика
Станом на 10 червня 2025 
| Збірна            | Сезон             | Товариські | Товариські | Офіційні | Офіційні | Всього | Всього |
| Збірна            | Сезон             | Матчі      | Голи       | Матчі    | Голи     | Матчі  | Голи   |
| ----------------- | ----------------- | ---------- | ---------- | -------- | -------- | ------ | ------ |
| Данія             |                   |            |            |          |          |        |        |
| 2025              | 1                 | 0          | 1          | 0        | 2        | 0      |        |
| Всього за кар'єру | Всього за кар'єру | 1          | 0          | 1        | 0        | 2      | 0      |

### Матчі за збірну
Станом на 10 червня 2025 
| Матчі Віктора Фрогольдта за збірну Данії | Матчі Віктора Фрогольдта за збірну Данії | Матчі Віктора Фрогольдта за збірну Данії | Матчі Віктора Фрогольдта за збірну Данії | Матчі Віктора Фрогольдта за збірну Данії | Матчі Віктора Фрогольдта за збірну Данії | Матчі Віктора Фрогольдта за збірну Данії | Матчі Віктора Фрогольдта за збірну Данії |
| №                                        | Дата                                     | Суперник                                 | Рахунок                                  | Голи                                     | Картки                                   | Хвилини                                  | Змагання                                 |
| ---------------------------------------- | ---------------------------------------- | ---------------------------------------- | ---------------------------------------- | ---------------------------------------- | ---------------------------------------- | ---------------------------------------- | ---------------------------------------- |
| 1                                        | 23 березня 2025                          | Португалія                               | 2–5 (дч)                                 |                                          |                                          | 37'                                      | Ліги націй УЄФА 2024–25 (плей-оф)        |
| 2                                        | 10 червня 2025                           | Литва                                    | 5–0                                      |                                          |                                          | 30'                                      | Товариський матч                         |

Всього: 2 матчі / 0 голів; 1 перемога, 0 нічиїх, 1 поразка.

## Досягнення
«Копенгаген»
- Чемпіон Данії: 2024–25[35]
- Володар Кубка Данії: 2024–25[36]

Особисті
- Молодий гравець року данської Суперліги: 2024–25[37]
- Молодий гравець місяця данської Суперліги: лютий 2025[38]
- Команда місяця данської Суперліги (2): березень 2025[39], травень 2025 [40]
- Команда сезону данської Суперліги: 2024–25